# Psalydolytta fasciculata
Psalydolytta fasciculata is een keversoort uit de familie van oliekevers (Meloidae). De wetenschappelijke naam van de soort is voor het eerst geldig gepubliceerd in 1920 door Pic.